# 新改七星
新改 七星（しんかい なほし、1981年4月6日 - ）は兵庫県出身の日本の柔道家。63kg級の選手。身長170cm。組み手は右組み。得意技は内股。

## 経歴
柔道は8歳の時に青雲塾で始めた。夙川学院中学3年の時に全国中学校柔道大会の52kg級で2位になった。夙川学院高校1年の時には全国高校選手権の57kg級で優勝を飾った。2年の時には全国女子体重別63kg級の決勝で埼玉大学4年の山田真由美を内股の効果で破って、高校2年ながらシニアの全国大会で優勝を成し遂げた。全国高校選手権では70kg級で勝利を収めて前回の57kg級に続いて2階級制覇を達成した。但し、70kg級での出場は今回限りだった。なお、同級生の八代谷優子は63kg級で連覇を果たした。3年の時には金鷲旗で3位となった。2000年には東海大学へ進んだ。同級生には後にアテネオリンピックの78kg超級で金メダルを獲得することになる塚田真希がいた。暫く大きな活躍はなかったが、3年の時に優勝大会で2位になった。4年の時には優勝大会と学生体重別の63kg級で優勝を飾った。大学卒業後は警察官となり、2004年には大阪府警察の所属となると、全国警察柔道選手権大会の無差別で2位になった。2006年には講道館杯で3位、2007年には選抜体重別で3位にそれぞれ入った。

## 主な戦績
- 1996年 - 全国中学校柔道大会 ２位(52kg級)
- 1998年 - 全国高校選手権 優勝(57kg級)
- 1998年 - 全国女子体重別 優勝(63kg級)
- 1999年 - 全国高校選手権 優勝(70kg級)

63kg級での戦績
- 1999年 - ドイツジュニア国際 3位
- 1999年 - 金鷲旗 3位
- 2002年 - 優勝大会 2位
- 2003年 - 松前カップ 63kg級 優勝 無差別 優勝
- 2003年 - 優勝大会 優勝
- 2003年 - 学生体重別 優勝
- 2004年 - 全国警察柔道選手権大会 無差別 2位
- 2006年 - 講道館杯 3位
- 2007年 - 選抜体重別 3位

(出典、JudoInside.com)